# Сан-висенте-коатланский сапотекский язык
Сан-висенте-коатланский сапотекский язык (Coatlán Zapotec, San Vicente Zapotec, San Vicente Coatlán Zapotec, Southern Ejutla Zapotec, Zapoteco de San Vicente Coatlán) — сапотекский язык, на котором говорят в муниципалитете и городе Сан-Висенте-Коатлан южнее города Оахака-де-Хуарес округа Эхутла штата Оахака в Мексике.